# Teshie
Teshie es una ciudad costera en el Distrito Municipal de Ledzokuku, un distrito en la Región Gran Acra en el sureste de Ghana. Teshie es el noveno asentamiento más poblado de Ghana, con una población de 171 875 personas.

## Tradiciones
Teshie es una de las ciudades independientes del estado de Ga, cada agosto, la ciudad celebra el festival Homowo. Se cree que el pueblo Teshie original vino de La, un pueblo que se encuentra al oeste de Teshie. La ciudad es rica en diversidad como resultado del actual programa de democracia y desarrollo del país.

## Atractivos turísticos
Teshie ha crecido enormemente hasta convertirse en una de las ciudades más grandes de Ghana. El Fuerte Augustaborg, construido por los daneses en 1787, está ubicado en Teshie y fue ocupado por los británicos de 1850 a 1957. 

## Ubicación
Teshie se extiende desde la laguna Kpeshie hasta Teshie-Nungua Estates (primer cruce) de este a oeste en Teshie Road. 